# Lapphyttan

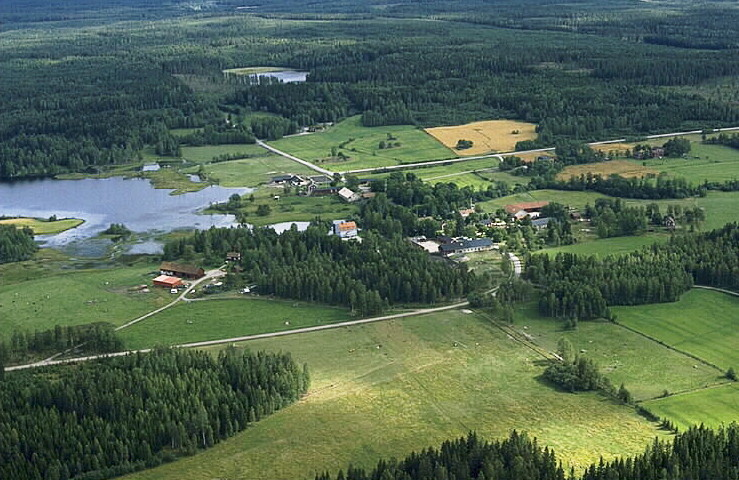
Olsbenning från nordväst, 1996. Lapphyttan ligger en bit till vänster om bildutsnittet, norr om byn.

Lapphyttan är en plats i Karbennings församling i Norbergs kommun känd för en medeltida hytta. Namnet Lapphyttan är troligtvis inte medeltida, utan härleds från lantmäteriets kartor från 1700-tal. Tillsammans med den söder om belägna bergsmansbyn Olsbenning är Lapphyttan en del av Ekomuseum Bergslagen.

## Bergsmansbyn Olsbenning
Den gamla bergsmansbyn Olsbenning ligger cirka 1,7 kilometer söder om Lapphyttan intill den medeltida landsvägen. Namnet Olsbönning är dokumenterat sedan 1539 och då redovisades en hytta på platsen. Troligen är dock byn betydligt äldre, lämningar efter tre hyttor som troligen är medeltida finns i byn.
Här anlades under början av 1600-talet två hammarsmedjor. Byns läge vid ån gav vattenkraft till hyttor och smedjor och bergsmännen uppförde här sina gårdar. Olika masugnar har sedan varit i bruk, den sista ombyggdes 1852 och blåstes ned 1876. På platsen byggdes även en sågkvarn, som var i drift till 1930-talet. Olsbenning är en typisk bergsmannsby med gårdar bestående av stora timrade boningshus, ofta flankerade av mindre flygelbyggnader. Kring gårdarna utbreder sig åker- och ängsmark.
Byns sex bergsmansgårdar kan i ägarlängderna spåras tillbaka till 1722, i vissa fall längre. Ett starkt lokalhistoriskt intresse blev grunderna för det 1998 grundlagda Olsbenningsprojektet. Från 2000 knöts projektet samman med Nya Lapphyttan.

### Bilder, Olsbenning

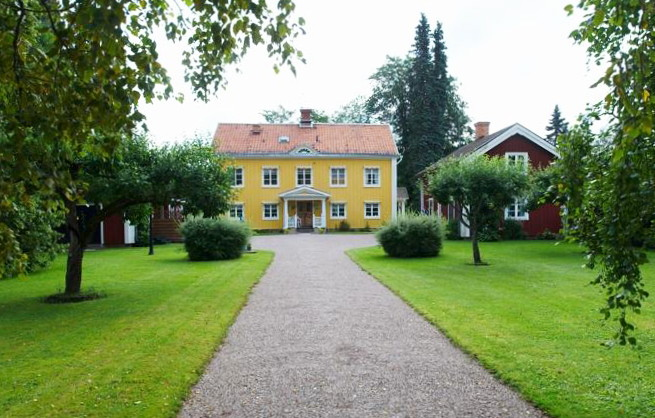
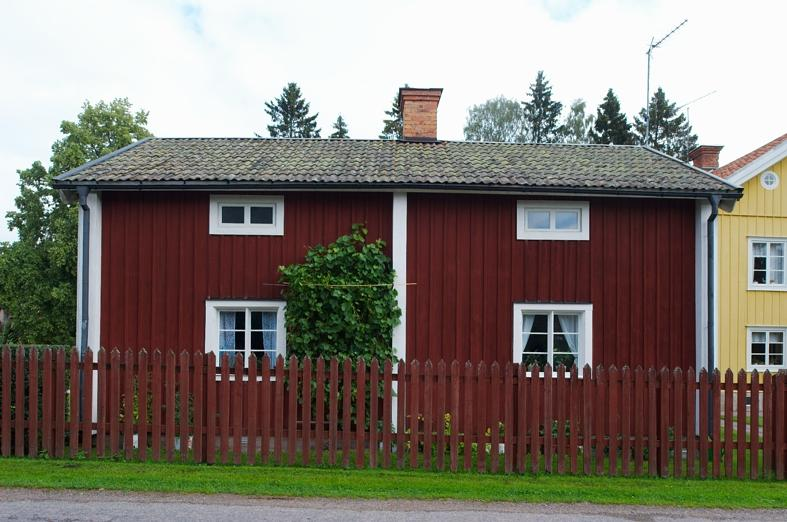
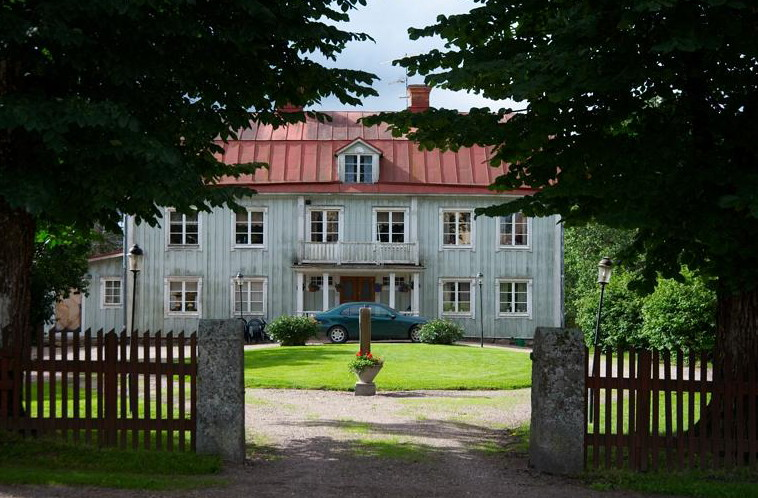
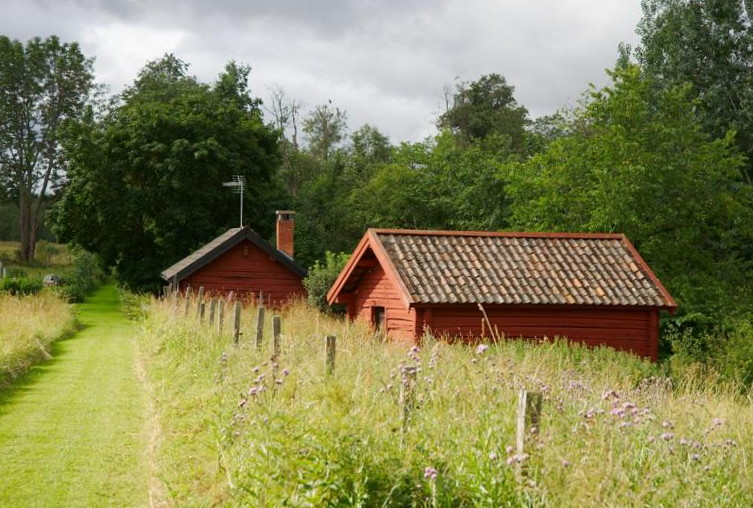

## Lapphyttan
De åtta färskningshärdarna tyder på att ägarna av Lapphyttan har följt det privilegiebrev som 1354 skrevs av kung Magnus Eriksson för Norberg, där järn- och stålproduktionen reglerades. Där står beskrivet att en hytta maximalt fick delas av åtta personer. Om en del blev mindre än en åttondedel, skulle denna tillfalla kungen. Produktionen var alltså kollektiv, men med privata inslag vid försäljning och färskning.
Mellan åren 1978 och 1983 gjordes arkeologiska undersökningar på platsen vilket visade en komplett medeltida hyttbacke med masugn, järnbod, rostbås, åtta färskningshärdar, kolhus samt bostadshus med stall. Bälgarna drevs av vattenkraft och rester av dammvallar hittades. Med hjälp av kol-14-metoden kunde man datera vissa delar av hyttan till slutet av 1100-talet och övriga till 1200- och 1300-talet, vilket gör den till Europas äldsta kända masugn. Hyttan blåstes ned, det vill säga stängdes i slutet på 1300-talet och tillverkningen flyttades till större masugnar i Olsbenning.
Lapphyttan i Norbergs kommun tilldelades utmärkelsen Årets industriminne 2013 för epokgörande forskningsinsatser, återtagande av praktisk kunskap och nyskapande arbete för att levandegöra medeltida storskalig järnhantering. Utmärkelsen gäller såväl den ursprungliga hyttplatsen som rekonstruktionen vid Nya Lapphyttan.

### Bilder, Lapphyttan

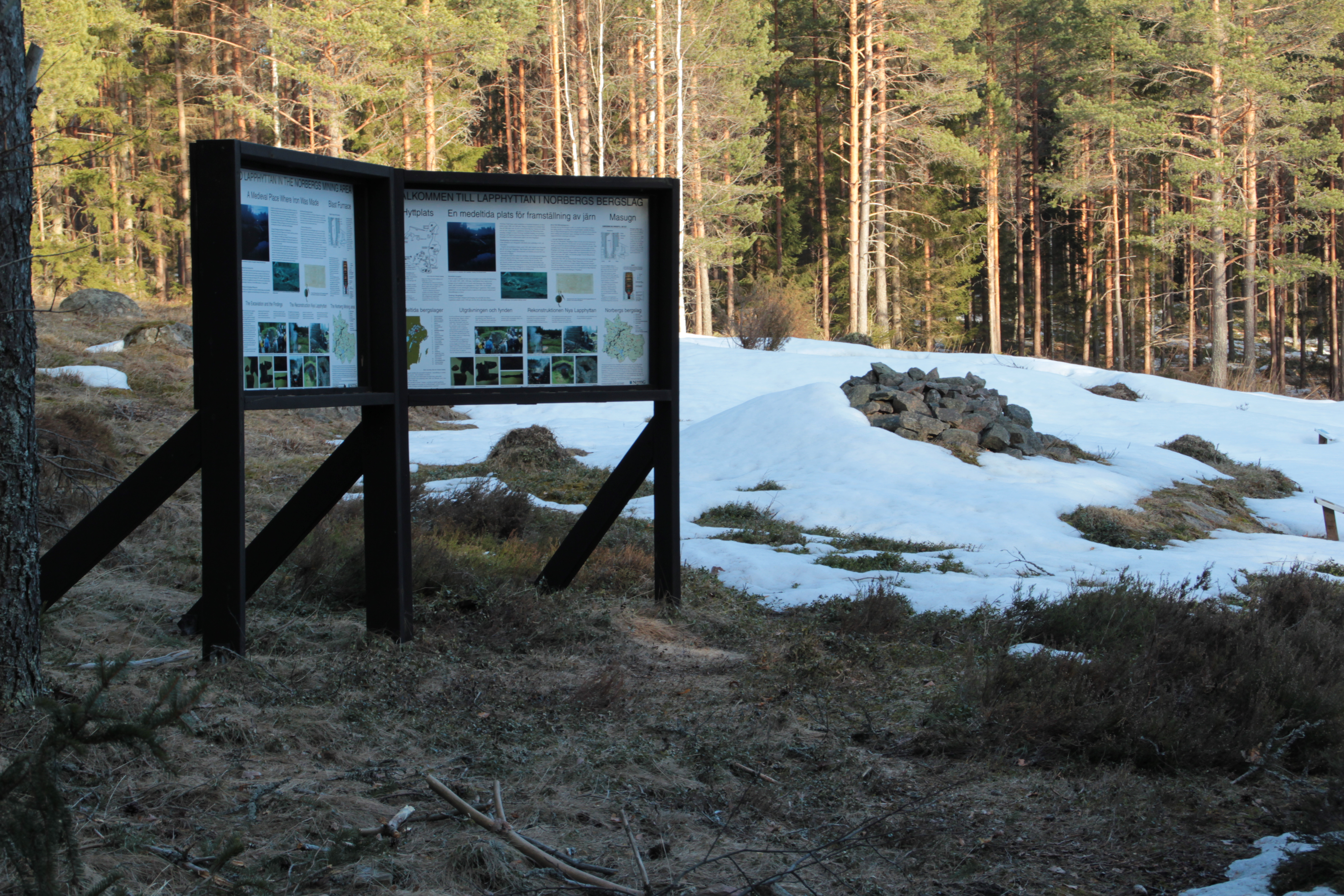
Spisröse till boningshus i bakgrunden.
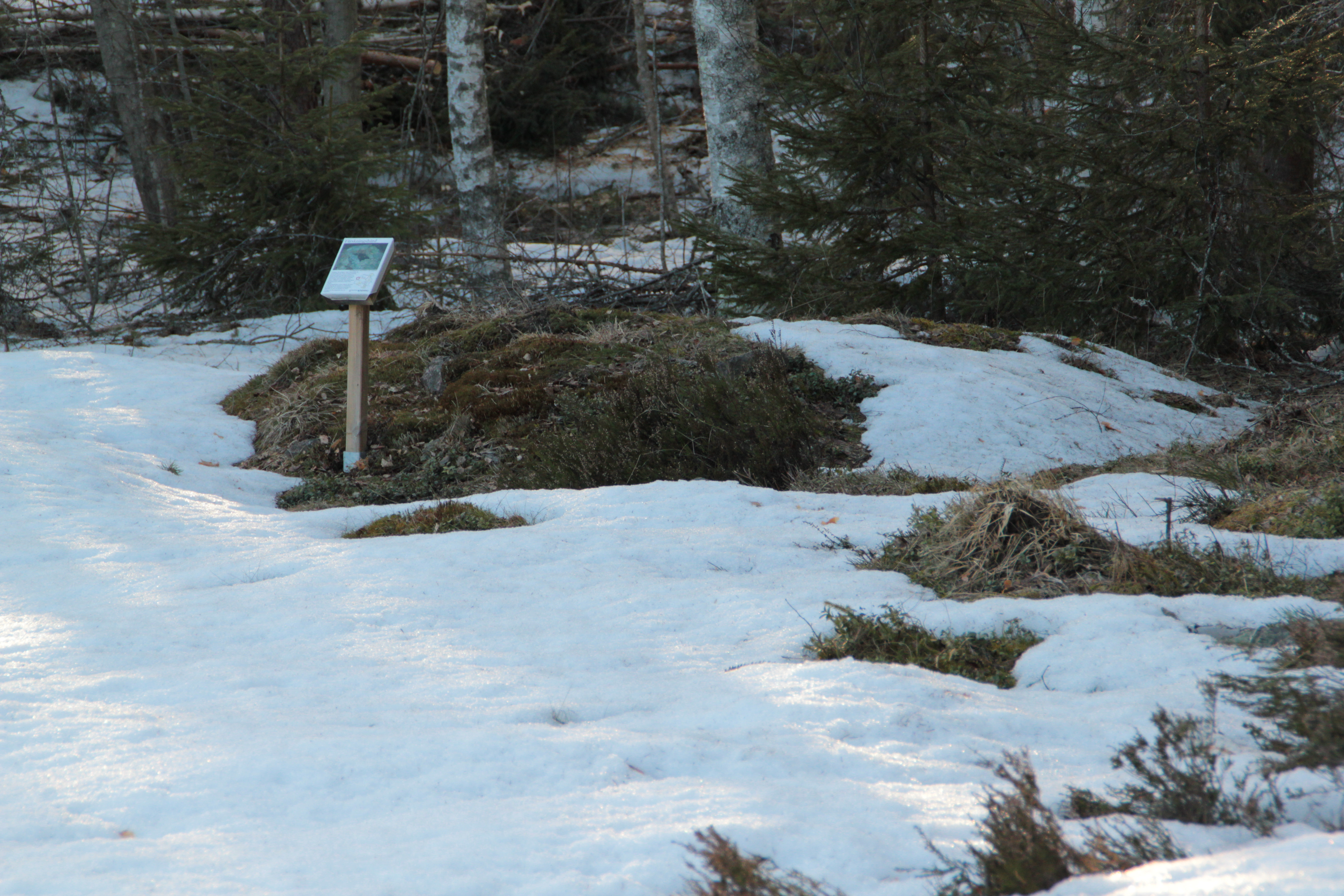
Rest av färskningshärd.
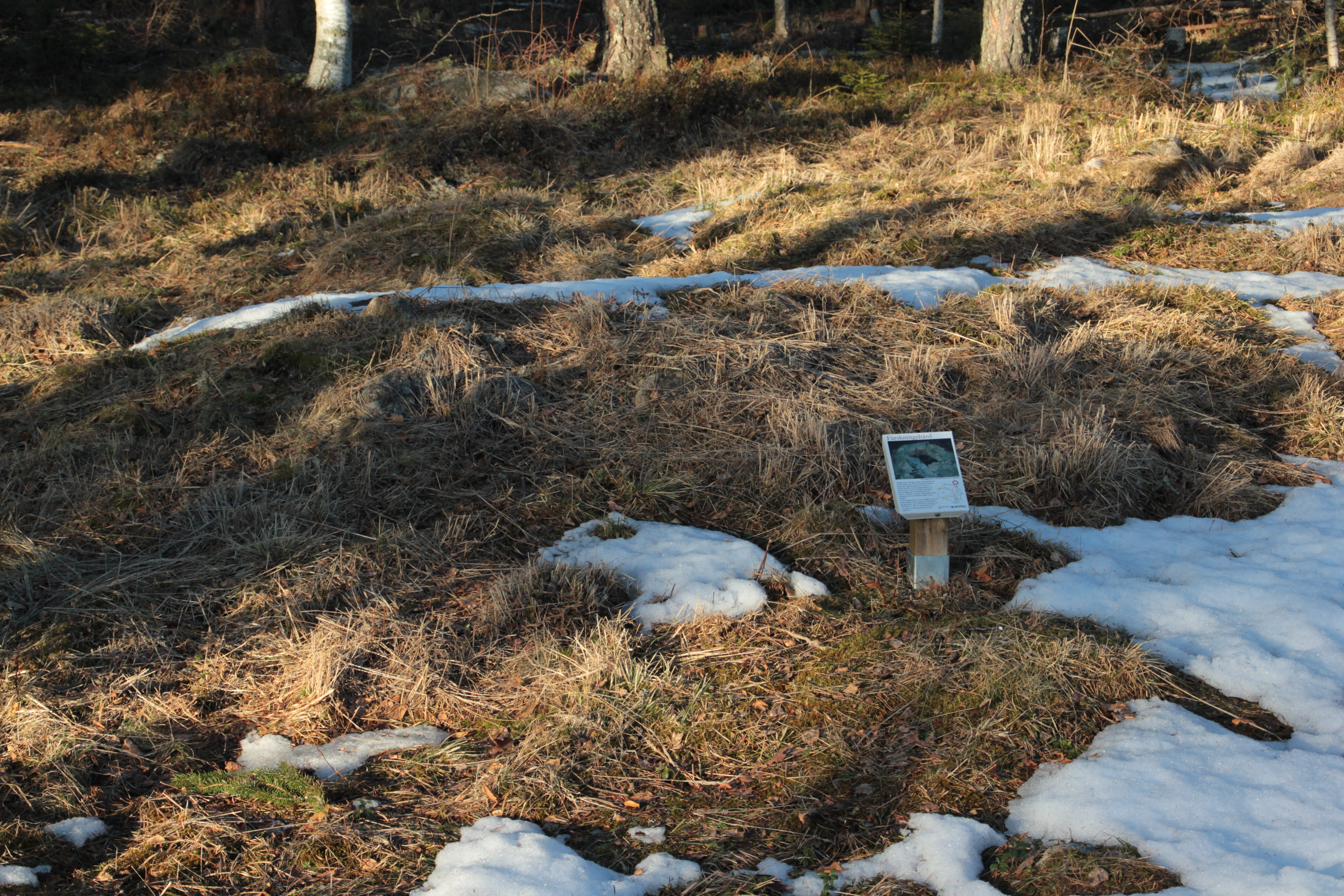
Rest av färskningshärd.
Lapphyttans masugnsruin, pipa och ställe. Profil sedd från öster.

## Nya Lapphyttan
På hembygdsgården Karlberg i Norberg har man, med hjälp av EU-bidrag från 1990-talet byggt upp en kopia av Lapphyttan kallad Nya Lapphyttan. Där framställs järn på samma vis som på medeltiden. Nya Lapphyttan utsågs till Årets industriminne 2013 av Svenska industriminnesföreningen.